# ロカビリー
ロカビリー（rockabilly）は、1950年代に誕生したポピュラー音楽の一ジャンル。ロッカビリー（Rock-A-Billy）とも呼ばれた。代表的なミュージシャンには、エルヴィス・プレスリーやカール・パーキンスらがいた。最初のロカビリー・レコードについては、諸説ある。

## 概要

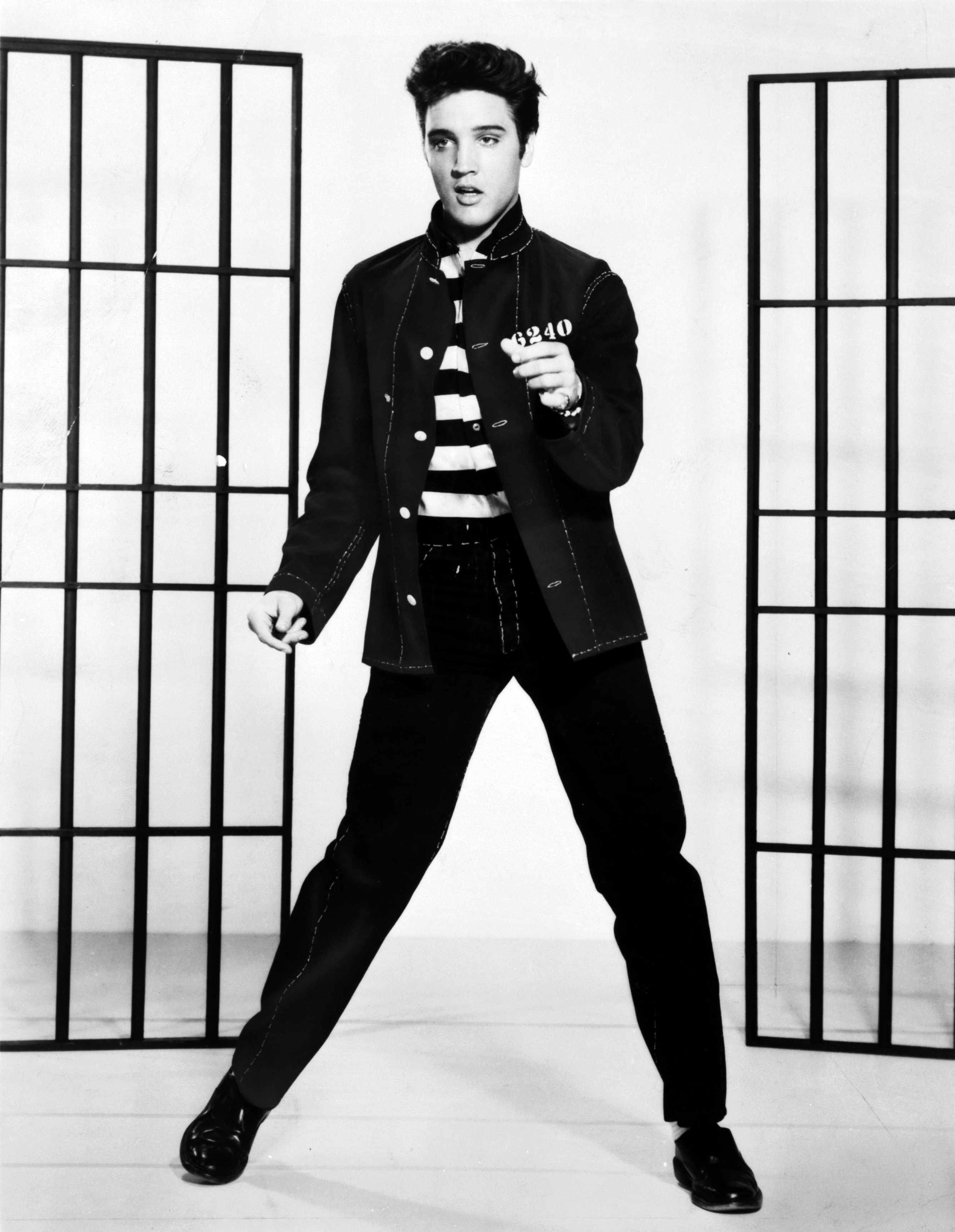
1957年の映画『監獄ロック』でのエルヴィス・プレスリー

ロカビリーは、ロックンロール音楽の最も初期の様式の1つであり、その誕生はアメリカ合衆国南部の1950年代にさかのぼることができる。ロカビリーは、ブルースやR&Bと、カントリー・ミュージックの混合体として説明される場合が多い。
ロカビリーという用語自体は、「ロック」と「ヒルビリー」の合成語であり、ヒルビリーはカントリー・ミュージックと呼ばれる以前のジャンルに与えられた名称だった。ロカビリーに重要な影響を与えたジャンルには、ブルース、ウエスタン・スウィング、カントリー、ブルーグラス、ブギウギなどがあげられる。

## 詳細
ロカビリーサウンドの特徴としてはスラップ奏法のウッドベースと、ドラムスによるビート、シャウトするボーカルがあげられる。ビル・ヘイリー&ヒズ・コメッツ、エルヴィス・プレスリー、カール・パーキンス エディ・コクラン、ジェリー・リー・ルイス、ジーン・ヴィンセント、バディ・ホリーらによって1950年代後半に普及した。60年代半ばから70年代前半には衰退したが、ノスタルジー・ブームの後押しもあり、1970年代後半から1980年代初頭にかけてネオロカとして復活した。ロカビリーは、サイコビリー、カウ・パンクなどのサブ・ジャンルを生み出した。
主に白人ミュージシャンによるロックンロールの中で、特にカントリー・アンド・ウェスタンの要素が強くビートを強調したものをロカビリーと呼ぶ。アコースティック・ベース（ウッド・ベース、ライトアップ・ベース）を使い、スラップ奏法が取り入れられた。70年代末以降のネオロカ・スタイルでは、ウッドベースがより強調されるようになった。

## 歴史

### 1950年代

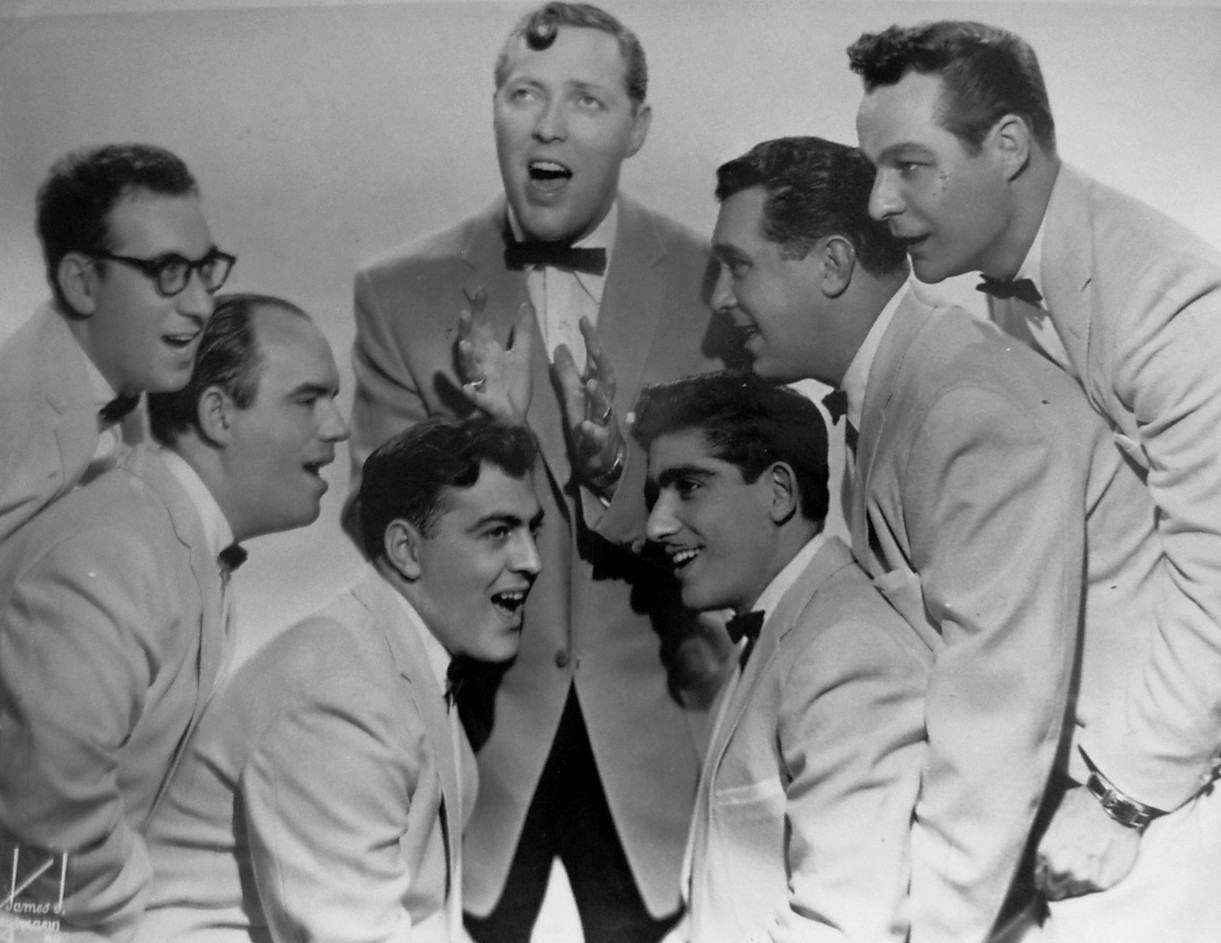
Bill Haley and the Comets1956

1950年代初期のアメリカ南部、メンフィスなどの地域において、黒人音楽のブルースと、白人音楽のヒルビリーやカントリー、ブルーグラスが融合して生まれた。
白人歌手によりロカビリーが流行した時期は、1954年ごろからの数年間である。1950年代当時のロカビリーは、ビル・ヘイリーと彼のコメッツやエルヴィス・プレスリーらの人気シンガーがブームの牽引役だった。ウッドベースによるダイナミックなスラッピング奏法も、1957年頃には近代的なエレキベースに取って代わられ、ロカビリー人気は下降線をたどった。
さらにエルヴィス・プレスリーの徴兵、バディ・ホリー、リッチー・ヴァレンス、ビッグ・ボッパーらの事故死は、ロカビリー及びロックンロールに大きな打撃を与え、1960年半ばまでにはロカビリーは衰退した。なお、日本でも踊られたロカビリーのダンスには、ジルバ（戦前にルーツを持つアフロアメリカン由来のJitter bug）などがある。その後、ジルバに代わって、ツイストがブームとなった。
歌い方はしゃっくりするように語尾をしゃくりあげる「ヒーカップ唱法」、吃音する（どもる）かのように口ごもって発音する「マンブリング唱法」、従来からのカントリー系の歌唱方法であるホンキートンク唱法がある。ロカビリーに欠かせない音楽的、特に器楽の特徴として、1920年代から1930年代における黒人系スウィングバンド、とりわけベーシスト特有の奏法である「スラッピングベース奏法（スラップ奏法）」が挙げられる。この奏法では、ウッドベース（コントラバス）の弦を指で引っ張りつつ滑離し、低音とネックに当たる中高音をミックスさせた音を出し、更に手の平で弦をネックに叩きつけてパーカッション的効果を出す。
ギターにおいては、カントリーやロカビリー向けの奏法のひとつ、ギャロッピング奏法が用いられることが多く、エディ・コクランが用いたグレッチや、ギブソン社のフルアコースティックギター（スコティ・ムーア）で、ホロウ・ボディのギター以外にも、カントリー用として開発されたテレキャスターも重要である。ちなみに、ジェームズ・バートンはミスター・テレキャスターの異名を持つ。

### 1960年代
1962年のビートルズのデビューと、彼らを中心とした1964年以降のブリティッシュ・インヴェイジョンは、ロカビリーやロックンロールを抽象的な「ロック」に変えた。この新しいロック・ムーヴメントにより完全に廃れたロカビリーだったが、そんな時期に孤軍奮闘したのがシャ・ナ・ナである。彼らは1969年の「ウッドストック・フェスティバル」に出演し、1970年代前半には「シー・クルーズ」などをカバーした。

### 1970年代以降
1970年代のパンク・ロックに影響を受け70年代末から80年代前半には、ストレイ・キャッツやロバート・ゴードン、シェイキン・スティーヴンス、ブラスターズらを中心にしたネオロカビリー(Neo Rockabilly)のブームが訪れた。ネオロカビリーは短縮形で「ネオロカ」とも言う。またネオロカの流行にいち早く目をつけたクイーンが、「愛という名の欲望」(1980)を発売し、大ヒットさせるといった現象も見られた。

## 日本のロカビリー

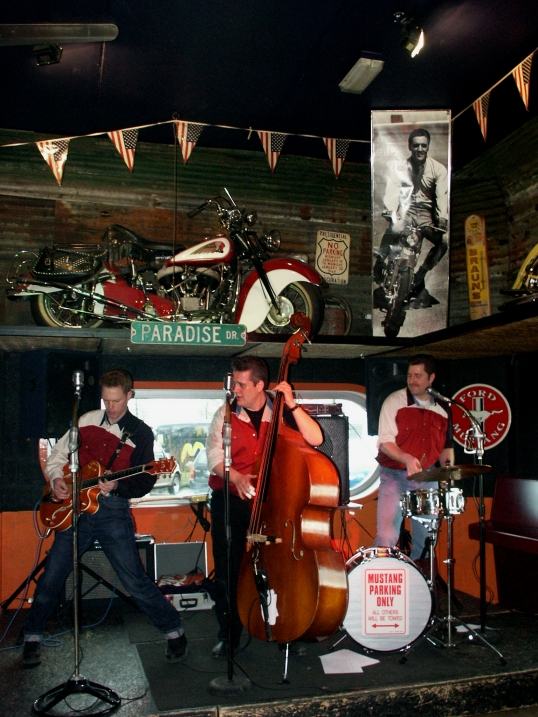
ネオロカ・バンドは、伝統的・古典的な大型のウッドベースやドラム・キットを使用した。

日本で、1956年にいち早くエルビス・プレスリーをカバーしたのは、カントリー歌手の小坂一也だった。小坂のロカビリーは、ロカビリー三人男よりも2年早かった。
1957年には新宿のジャズ喫茶が次々とロカビリー喫茶に模様替えする出来事もあった。
1958年、カントリー・ミュージックのバンド「オールスターズ・ワゴン」に在籍していた平尾昌晃がソロ・デビューし、ミッキー・カーチス、山下敬二郎と共に「ロカビリー三人男」と称され「日劇ウエスタンカーニバル」などに出演、日本でロカビリー・ブームが巻き起こった。やがて和製プレスリーと呼ばれた尾藤イサオもデビューしている。他に鹿内孝、鈴木ヤスシ、藤木孝、麻生レミ、スイングウエスト、佐々木功（後のささきいさお）、内田裕也、かまやつひろしらも、ロカビリー、ロックンロール歌手、グループとして活動した。スイングウエストはウエスタン・スウィングからロカビリー、グループサウンズ時代まで、息の長い活動を続けた。だが、60年代後半にはグループサウンズ・ブームに押され、ロカビリー、ロックンロールは退潮傾向となった。
1958年に開始された日劇ウエスタンカーニバルに出演した、平尾昌晃、ミッキー・カーチス、山下敬二郎らの音楽やファッションに影響を受けたロカビリー族が登場した。ウエスタンカーニバルや新宿コマ劇場のロカビリー大会『これがロカビリーだ』における女性ファンはカブリツキ族と呼ばれていた。カブリツキ族は、週刊サンケイ（1958年/昭和33年）、実話雑誌などに記事が見られる。1959年にはロカビリーの熱狂ファンを描いた小説『東京のプリンスたち』が登場し、同年にテレビドラマ化された。
その後1970年代には、オールド・スタイルのバンドとして矢沢永吉のキャロルがデビューし特に暴走族より支持を集め、その暴走族からクールスもデビューした。
1976年、原宿にアメリカ50sファッション（フィフティーズ）のショップ クリームソーダが登場し、1977年、原宿に歩行者天国（ホコ天）が設けられると、前述のキャロルなどの影響を受けて原宿のホコ天にロカビリーを踊るローラー族が登場した。原宿のローラー族によりジルバなどのダンスが踊られた。ローラー族からはミッキー岡野が芸能界入りした。
1970年代末から80年代には、ネオロカビリー・ブームにより、50sファッションやコントラバスをスラップする演奏スタイルが見られた。BLACK CATSやヒルビリー・バップス等のバンドが登場し、オールディーズ・グループ、ザ・ヴィーナスの「キッスは目にして!」がヒットした。
ロカビリーの音楽評論家としては、鈴木カツが活躍した。鈴木カツはロカビリー、カントリーだけでなく、R&Bなどの黒人音楽にも造詣が深かった。2005年、湯川れい子・小野ヤスシ・高田文夫らにより、「全日本ロカビリー普及委員会」が発足。その会長にロカビリー・シンガーのビリー諸川が就任した。

## 代表的なミュージシャン

### ロカビリー（1950年代）
- ビル・ヘイリー&ヒズ・コメッツ[18]、エルヴィス・プレスリー[注 11]、ジェリー・リー・ルイス[注 3]、カール・パーキンス[注 12]、ジーン・ヴィンセント[注 4]、エディ・コクラン、バディ・ホリー、リッチー・ヴァレンス、ジョニー・キャッシュ、ジョニー・バーネット・トリオ、ロイ・オービソン、タヒール・スリム、ソニー・バージェス、カール・マン、ウォーレン・スミス、ワンダ・ジャクソンなど。

### ロカビリー（1960年代末～70年代）
- シャ・ナ・ナなど。

### ネオ・ロカビリー
- ロバート・ゴードン、ストレイ・キャッツ、タフ・ダーツ、ブラスターズ、シェイキン・スティーヴンス、ザ・ダーツ、レイ・キャンピ、マッチボックス、ブルー・キャッツ、シェイキン・ピラミッズなど。

## 派生ジャンル
サイコビリー(Psychobilly)
ロカビリーとパンク・ロック、ガレージ・パンク等のジャンルとの融合。
バットモービル、ディメンテッド・アー・ゴー、マッド・シン、メテオス、ザ・クランプス、ヘイジル・アドキンス、モジョ・ニクソン、サザン・カルチャー・オン・ザ・スキッズなど。